# US Salernitana 1919
Unione Sportiva Salernitana 1919 talijanski je nogometni klub iz Salerna. Trenutačno se natječe u Serie C.

## Klupski uspjesi

### Ligaški
- Serie B:

Prvak: 1946./47., 1997./98.
- Serie C / Serie C1:

Prvak: 1937./38, 1965./66, 2007./08, 2014./15.
- Lega Pro Seconda Divisione/Serie C2:

Prvak: 2012./13.
- Serie D:

Prvak: 2011./12.

### Kupski
- Coppa Italia Serie C:

Osvajač: 2013./14.
- Supercoppa di Lega di Seconda Divisione:

Osvajač: 2012./13.

## Vanjske poveznice
- Službena web-stranica